# Chidozie Awaziem
Chidozie Collins Awaziem (* 1. Januar 1997 in Enugu) ist ein nigerianischer Fußballspieler.

## Karriere
Awaziem begann seine Karriere bei den El-Kanemi Warriors, für deren Jugendmannschaften er bis 2011 spielte. Zur Saison 2014/15 wechselte er in die Jugendabteilung des FC Porto. Sein Debüt in der Primeira Liga gab Awaziem am 12. Februar 2016 gegen Benfica Lissabon (1:2).
Für Saison 2017/18 wurde er an den FC Nantes und die Rückrunde der Saison 2018/19 an den türkischen Erstligisten Çaykur Rizespor und für die Saison 2019/20 an den CD Leganés ausgeliehen.